# Transformació geomètrica
Una transformació geomètrica és qualsevol bijecció d'un conjunt que tingui alguna estructura geomètrica cap a si mateix o cap a un altre conjunt d'aquest tipus. Específicament, «Una transformació geomètrica és una funció el domini i el codomini de la qual són conjunts de punts. Molt sovint el domini i el codomini d'una transformació geomètrica són tots dos ℝ² o tots dos ℝ3. Sovint cal que les transformacions geomètriques siguin bijectives, és a dir, que tinguin inverses.» L'estudi de la geometria es pot tractar a través de l'estudi d'aquestes transformacions.
Les transformacions geomètriques es poden classificar segons la dimensió dels conjunts en què operen (distingint entre les transformacions del pla i les de l'espai, per exemple). També es poden classificar segons les propietats que preserven:
- les translacions preserven distàncies i angles orientats;
- les isometries preserven distàncies i angles;[3]
- les semblances preserven les raons entre les distàncies;
- les transformacions afins preserven el paral·lelisme;[3]
- les transformacions projectives preserven la col·linealitat,[4]

i cadascuna d'aquestes classes conté la classe anterior.
- Les inversions, d'altra banda, preserven el conjunt de totes les rectes i circumferències en el cas del pla (però poden intercanviar rectes i circumferències).

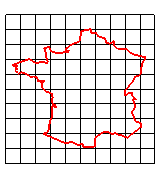
Imatge original
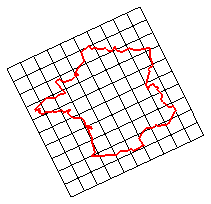
Isometria
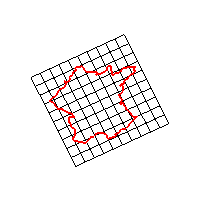
Semblança
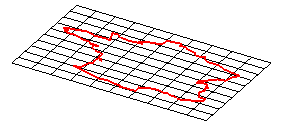
Transformació afí
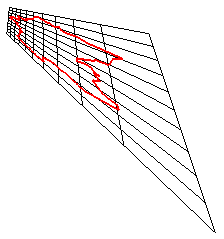
Transformació projectiva
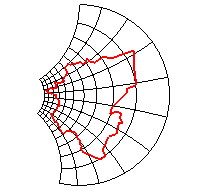
Inversió

- Els difeomorfismes (transformacions bidiferenciables) són les transformacions que són afins en el primer ordre. Contenen les precedents com a casos especials.[5]
- Les transformacions conformes preserven angles i en el primer ordre són semblances.
- Les transformacions que preserven l'àrea[6] són en el primer ordre transformacions afins de determinant 1.
- Els homeomorfismes (transformacions bicontínues) preserven els entorns dels punts.

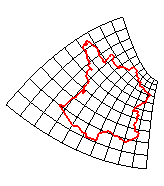
Transformació conforme
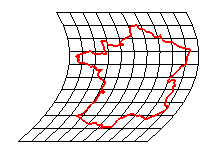
Transformació que preserva l'àrea
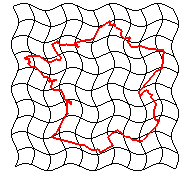
Difeomorfisme
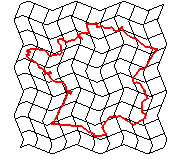
Homeomorfisme

Les transformacions del mateix tipus formen grups que poden ser subgrups d'altres famílies de transformacions.